# Daruvarski Brestovac
Daruvarski Brestovac (1921-ig Brestovac, majd 1991-ig Brestovac Daruvarski, csehül: Daruvarskỳ Brestov) cseh nemzetiségű falu Horvátországban Belovár-Bilogora megyében. Közigazgatásilag Končanicához tartozik.

## Fekvése
Belovártól légvonalban 38, közúton 47 km-re délkeletre, Daruvártól légvonalban 8, közúton 10 km-re északnyugatra, községközpontjától 3 km-re délnyugatra, Nyugat-Szlavóniában, a Toplica-patak jobb  partján fekszik.

## Története
A falu területe már az ókorban lakott volt. Donji kraj nevű településrészétől mintegy egy kilométerre a Kamenik – Staro polje lelőhelyen római tegulák, mozaik és freskótöredékek kerültek elő, melyekből a szakemberek arra következtettek, hogy itt az ókorban egy villagazdaság, ún. villa rustica állt.
Ennek a lelőhelynek a közelében az Ilova és a Toplica folyók között a Điurđička nevű erdőben Toplica néven már a középkorban is jelentős település volt. Itt találhatók a térség legjelentősebb középkori településének Toplicának a maradványai. Itt 1702-ben még láthatók voltak az 1334-ben, majd később többször is említett középkori Szent György plébániatemplom romjai is. Brestovac várát már a 13. században, plébániáját 1334-ben említik „Item beate virgnis in possessione filiorum Ysau” néven. A plébánia központja ott állt, ahol ma a brestovaci pravoszláv parókia van. A vár és a templomok a 16. század közepén a török háborúkban pusztultak el. A térség 1542 és 1687 között török uralom alatt állt és lényegében lakatlan volt.
A török kiűzése után rengeteg szántóföld hevert parlagon, műveletlenül. Ezért a bécsi udvar elhatározta, hogy a földeket a betelepítendő határőrcsaládok között osztja fel. Az első betelepülő horvát családok a Szávamente, Lika és Gorski kotar területéről, míg a szerbek Boszniából érkeztek. A települést 1774-ben az első katonai felmérés térképén „Dorf Brestovacz” néven találjuk. Lipszky János 1808-ban Budán kiadott repertóriumában „Bresztovacz” néven szerepel. Nagy Lajos 1829-ben kiadott művében „Bresztovacz” néven 162 házzal, 474 katolikus és 396 ortodox vallású lakossal találjuk.
A Magyar Királyságon belül Horvát-Szlavónország részeként, Pozsega vármegye Daruvári járásának része volt. 1857-ben 810, 1910-ben 2.043 lakosa volt. A 19. század végén és a 20. század elején az olcsó földterületek miatt és a jobb megélhetés reményében főként cseh lakosság telepedett le itt. 1910-ben a népszámlálás adatai szerint lakosságának 60%-a cseh, 14%-a magyar, 11%-a horvát, 10%-a szerb anyanyelvű volt. Az első világháború után 1918-ban az új szerb-horvát-szlovén állam, majd később (1929-ben) Jugoszlávia része lett. 1941 és 1945 között a németbarát Független Horvát Államhoz, háború után a település a szocialista Jugoszláviához tartozott. 1991-től a független Horvátország része. 1991-ben lakosságának 65%-a cseh, 17%-a horvát, 10%-a szerb nemzetiségű volt. 2011-ben a településnek 702 lakosa volt.

## Lakossága
| Lakosság változása | Lakosság változása | Lakosság változása | Lakosság változása | Lakosság változása | Lakosság változása | Lakosság változása | Lakosság változása | Lakosság változása | Lakosság változása | Lakosság változása | Lakosság változása | Lakosság változása | Lakosság változása | Lakosság változása | Lakosság változása |
| ------------------ | ------------------ | ------------------ | ------------------ | ------------------ | ------------------ | ------------------ | ------------------ | ------------------ | ------------------ | ------------------ | ------------------ | ------------------ | ------------------ | ------------------ | ------------------ |
| 1857               | 1869               | 1880               | 1890               | 1900               | 1910               | 1921               | 1931               | 1948               | 1953               | 1961               | 1971               | 1981               | 1991               | 2001               | 2011               |
| 810                | 1.214              | 1.500              | 1.650              | 1.870              | 2.043              | 1.843              | 1.852              | 1.551              | 1.581              | 1.511              | 1.200              | 1.038              | 889                | 887                | 702                |

## Nevezetességei
- Kamenik – Staro polje régészeti lelőhely egy római villagazdaság épületeinek romjaival. A lelőhelyről római tegulák, mozaik és freskótöredékek kerültek elő. Ennek a helynek a közelében állt a középkori Toplica a 14. században említett Szent György plébániatemplommal.
- A Varošina nevű régészeti lelőhelyen Donji krajtól egy kiométerre északnyugatra volt a középkori Brestovac a 14. században említett Szűz Mária templommal.
- Szent Péter és Pál apostolok tiszteletére szentelt római katolikus kápolnája 1906-ban épült. A kápolna ma is jó állapotban áll fákkal övezve a falu közepén, az út kettős kanyarulatának nyugati oldalán. Egyhajós épület, nyugatra néző szentéllyel, a keleti homlokzat felett emelkedő, piramis alakú toronysisakkal fedett harangtoronnyal.
- Szent Péter és Pál apostolok tiszteletére szentelt pravoszláv parochiális temploma 1746-ban még kőből épült. Ez a templom a mai pravoszláv temető területén állt. Mintegy száz méterre délkeletre a katolikus kápolnától 1887-ben új templomot építettek, melyet azonban 1930-ban le kellett bontani és ekkor építették a helyére a ma is álló templomot. A templom sérülés nélkül vészelte át a II. világháborút és a délszláv háborút is, mely alatt az itteni pravoszláv pap egymaga látta el Daruvár egész térségének az egyházi szolgálatát.

## Kultúra
A település cseh nemzetiségű lakóinak kulturális központja a cseh ház. A helyi kulturális élet szervezője a Česká beseda Končanica kulturális egyesület.

## Oktatás
A településen a končanivai Jozef Ružička elemi iskola területi tagozata működik.

## Sport
NK Mladost Daruvarski Brestovac labdarúgóklub